# Toledo (Belize)

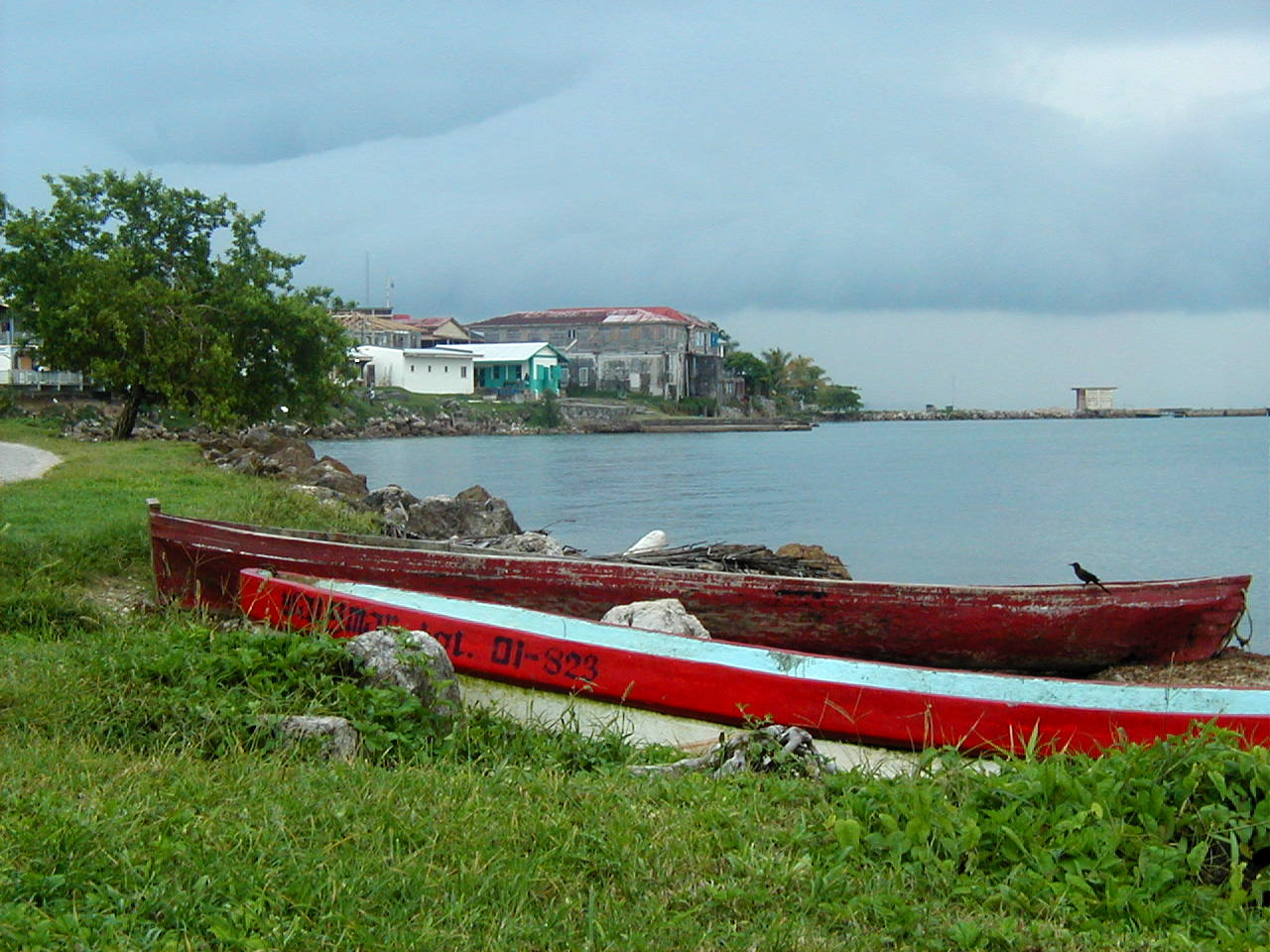
Punta Gorda

Toledo is een district van Belize, gelegen in het zuiden van het land aan de Caribische Zee en de grens met Guatemala. De hoofdstad is de kustplaats Punta Gorda.
Het district heeft een oppervlakte van 4.649 km². Met 30.785 inwoners (2010) is Toledo het minst bevolkte district.
In het district bevinden zich de ruïnes van de Maya-steden Uxbenka, Lubaantun en Nim Li Punit.

## Plaatsen
Behalve Punta Gorda liggen de volgende plaatsen in het district:
- Belize
- Blue Creek
- Dolores
- Graham Creek
- Joventud
- Monkey River
- Otoxha Village
- San Antonio
- San Pedro Columbia
- Silver Creek
- San Benito Poite
- Toledo Settlement
- Xpicilha Village